# Xblaze Code: Embryo
Xblaze Code: Embryo est un jeu vidéo de type visual novel développé par Arc System Works et sorti en 2013 sur Windows, PlayStation 3 et PlayStation Vita.

## Accueil
- Famitsu : 30/40[1]
- Pocket Gamer : 6/10[2]